# ブラック・アーク
ブラック・アーク・スタジオ（Black Ark Studios）はレゲエとダブのプロデューサーであるリー・スクラッチ・ペリーのレコーディングスタジオの名前。
ブラック・アークはジャマイカ、キングストンの郊外にあるワシントン・ガーデンズにある彼の実家の庭に建てられた。スタジオそのものはペリー自身によって用意された時代遅れの機材が使われ、初歩的で基本的なものだったが、それにもかかわらず、ブラック・アークでは、1970年代後半のジャマイカの（そして確実に世界の）革新的な音と録音技術が醸成された。
リー・ペリーの発明的な能力は、基本的な4トラックの機械を用いて、音響効果、オーバーダブ、正確なタイミングの結果として起こる音が、最新の16トラックのミキシング機材を用いたジャマイカの他の一流のプロデューサーとの競争に打ち勝ってしまうほどだった。ペリーは、ヤシの木の下にマイクを埋めて、不可解なバスドラムの効果を生むために、それをリズミカルに叩いたり、また、別の効果を得るために、ドラムのブース自体を金網で囲ったりした。その他、さまざまな音響効果は、割れたガラス、気味の悪いため息、金切り声、赤ん坊の泣き声、牛のおもちゃの鳴き声から作られた。これらと他の注目に値する録音のテクニックは、ブラック・アークの創造的な音を定義するのを助けた。
ブラック・アーク・スタジオは1978年に、おそらくリー・ペリー本人の誤配線を原因とする漏電によって出火し、全焼。当初スクラッチ本人は自らスタジオに火を放ったと言い張っていた。現にブラック・アーク時代末期のスクラッチは精神的にも追い詰められており、アルコールとガンジャに溺れる日々を送っていた。全盛期には多くのアーティストで賑わったブラック・アークは、見る影も無く荒廃していたという。
ブラック・アークを失ったスクラッチであったが、その後も更なる制作活動を行っていく。

## 主なブラック・アーク作品

### シングル
- ボブ・マーリー&ザ・ウェイラーズ - Smile Jamaica (1978.5.26)

### アルバム
- スーザン・カドガン - Susan Cadogan (Hurt So Good) (1976)
- アップセッターズ - Super Ape (1976.8)
- マックス・ロメオ - War ina Babylon (1976)
- ジャー・ライオン - Colombia Colly (1976)
- ジュニア・マーヴィン - Police and Thieves (1977.4.1)
- ヘプトーンズ - Party Time (1977)
- コンゴス - Heart of the Congos (1977)
- ジョージ・フェイス - Super Eight (1977)

### V.A.
- リー・ペリー - Cutting Razor: Rare Cuts From The Black Ark (2003)
- Lee 'Scratch' Perry - The Black Ark Years (2010)